# Wang Gang (acteur)
Pour les articles homonymes, voir Wang Gang.
Wang Gang (né en 1948 à Changchun en Chine) est un acteur chinois.

## Filmographie

### Cinéma
- 2008 : Shaolin Basket
- 2010 : Tang Ji Ke De

### Télévision
- 2006 : Sigh of His Highness (en)
- 2010 : Journey to the West (série télévisée) (en)